# دومینیک گیزین
دومینیک گیزین (انگلیسی: Dominique Gisin؛ زادهٔ ۴ ژوئن ۱۹۸۵) اسکی‌باز آلپاین اهل سوئیس است.